# The Life Story of David Lloyd George
The Life Story of David Lloyd George er en britisk stumfilm fra 1918 af Maurice Elvey.